# 24 -TWENTY FOUR- のエピソード一覧
『24 -TWENTY FOUR- のエピソード一覧』は、アメリカのテレビシリーズ『24 -TWENTY FOUR-』の各エピソードの一覧である。

## シリーズ概要
| シーズン | シーズン             | 話数 | 話数 | 放送期間       | 放送期間       |
| シーズン | シーズン             | 話数 | 話数 | 初回放送       | 最終回放送     |
| -------- | -------------------- | ---- | ---- | -------------- | -------------- |
|          | 1                    | 24   | 24   | 2001年11月6日  | 2002年5月21日  |
|          | 2                    | 24   | 24   | 2002年10月29日 | 2003年5月20日  |
|          | 3                    | 24   | 24   | 2003年10月28日 | 2004年5月25日  |
|          | 4                    | 24   | 24   | 2005年1月9日   | 2005年5月23日  |
|          | 5                    | 24   | 24   | 2006年1月15日  | 2006年5月22日  |
|          | 6                    | 24   | 24   | 2007年1月14日  | 2007年5月21日  |
|          | リデンプション       | 1    | 1    | 2008年11月23日 | 2008年11月23日 |
|          | 7                    | 24   | 24   | 2009年1月11日  | 2009年5月18日  |
|          | 8                    | 24   | 24   | 2010年1月17日  | 2010年5月24日  |
|          | リブ・アナザー・デイ | 12   | 12   | 2014年5月5日   | 2014年7月14日  |

## エピソード

### シーズン1（2001–02）
- アメリカ（FOX）：2001年11月6日 - 2002年5月21日（火曜 21:00ET - 22:00）
- 日本（フジテレビ）：2004年4月1日 - 2004年4月11日（深夜連続放送）
- 日本（BSフジ）：2004年5月3日（24話連続放送）

| 通算 話数 | シーズン 話数 | タイトル                  | 監督                         | 脚本                                                                                      | 放送日         | 製作 番号 |
| --------- | ------------- | ------------------------- | ---------------------------- | ----------------------------------------------------------------------------------------- | -------------- | --------- |
| 1         | 1             | "12:00 a.m. – 1:00 a.m."  | スティーヴン・ホプキンス     | ロバート・コクラン & ジョエル・サーノウ                                                   | 2001年11月6日  | 1AFF79    |
| 2         | 2             | "1:00 a.m. - 2:00 a.m."   | スティーヴン・ホプキンス     | ジョエル・サーノウ & マイケル・ロセフ                                                     | 2001年11月13日 | 1AFF01    |
| 3         | 3             | "2:00 a.m. - 3:00 a.m."   | スティーヴン・ホプキンス     | ジョエル・サーノウ & マイケル・ロセフ                                                     | 2001年11月20日 | 1AFF02    |
| 4         | 4             | "3:00 a.m. - 4:00 a.m."   | ウィンリック・コルベ         | ロバート・コクラン                                                                        | 2001年11月27日 | 1AFF03    |
| 5         | 5             | "4:00 a.m. - 5:00 a.m."   | ウィンリック・コルベ         | チップ・ヨハンセン                                                                        | 2001年12月11日 | 1AFF04    |
| 6         | 6             | "5:00 a.m. - 6:00 a.m."   | ブライアン・スパイサー       | ハワード・ゴードン                                                                        | 2001年12月18日 | 1AFF05    |
| 7         | 7             | "6:00 a.m. - 7:00 a.m."   | ブライアン・スパイサー       | アンドレア・ニューマン                                                                    | 2002年1月8日   | 1AFF06    |
| 8         | 8             | "7:00 a.m. - 8:00 a.m."   | スティーヴン・ホプキンス     | ジョエル・サーノウ & マイケル・ロセフ                                                     | 2002年1月15日  | 1AFF07    |
| 9         | 9             | "8:00 a.m. - 9:00 a.m."   | スティーヴン・ホプキンス     | ヴァージル・ウィリアムズ                                                                  | 2002年1月22日  | 1AFF08    |
| 10        | 10            | "9:00 a.m. - 10:00 a.m."  | デイビス・グッゲンハイム     | ローレンス・ハーツォグ                                                                    | 2002年2月5日   | 1AFF09    |
| 11        | 11            | "10:00 a.m. - 11:00 a.m." | デイビス・グッゲンハイム     | ロバート・コクラン                                                                        | 2002年2月12日  | 1AFF10    |
| 12        | 12            | "11:00 a.m. - 12:00 p.m." | スティーヴン・ホプキンス     | ハワード・ゴードン                                                                        | 2002年2月19日  | 1AFF11    |
| 13        | 13            | "12:00 p.m. - 1:00 p.m."  | スティーヴン・ホプキンス     | アンドレア・ニューマン                                                                    | 2002年2月26日  | 1AFF12    |
| 14        | 14            | "1:00 p.m. - 2:00 p.m."   | ジョン・カサー               | ジョエル・サーノウ & マイケル・ロセフ                                                     | 2002年3月5日   | 1AFF13    |
| 15        | 15            | "2:00 p.m. - 3:00 p.m."   | ジョン・カサー               | マイケル・S・チャーヌチン                                                                 | 2002年3月12日  | 1AFF14    |
| 16        | 16            | "3:00 p.m. - 4:00 p.m."   | スティーヴン・ホプキンス     | ロバート・コクラン & ハワード・ゴードン                                                   | 2002年3月19日  | 1AFF15    |
| 17        | 17            | "4:00 p.m. - 5:00 p.m."   | スティーヴン・ホプキンス     | マイケル・S・チャーヌチン                                                                 | 2002年3月26日  | 1AFF16    |
| 18        | 18            | "5:00 p.m. - 6:00 p.m."   | フレデリック・キング・ケラー | モーリス・ハーレイ                                                                        | 2002年4月2日   | 1AFF17    |
| 19        | 19            | "6:00 p.m. - 7:00 p.m."   | フレデリック・キング・ケラー | ジョエル・サーノウ & マイケル・ロセフ                                                     | 2002年4月9日   | 1AFF18    |
| 20        | 20            | "7:00 p.m. - 8:00 p.m."   | スティーヴン・ホプキンス     | ロバート・コクラン & ハワード・ゴードン                                                   | 2002年4月16日  | 1AFF19    |
| 21        | 21            | "8:00 p.m. - 9:00 p.m."   | スティーヴン・ホプキンス     | ジョエル・サーノウ & マイケル・ロセフ                                                     | 2002年4月23日  | 1AFF20    |
| 22        | 22            | "9:00 p.m. - 10:00 p.m."  | ポール・シャピロ             | ジョエル・サーノウ & マイケル・ロセフ                                                     | 2002年5月7日   | 1AFF21    |
| 23        | 23            | "10:00 p.m. - 11:00 p.m." | ポール・シャピロ             | ロバート・コクラン & ハワード・ゴードン                                                   | 2002年5月14日  | 1AFF22    |
| 24        | 24            | "11:00 p.m. - 12:00 a.m." | スティーヴン・ホプキンス     | 脚本: ジョエル・サーノウ & マイケル・ロセフ 原案: ロバート・コクラン & ハワード・ゴードン | 2002年5月21日  | 1AFF23    |

### シーズン2（2002–03）
- アメリカ（FOX）：2002年10月29日 - 2003年5月20日（火曜 21:00ET - 22:00）
- 日本（フジテレビ）：2004年10月1日 - 2004年10月10日（深夜連続放送）
- 日本（BSフジ）：2004年11月7日 - 2004年12月26日（日曜 22:00 - 24:30、毎週3話）

| 通算 話数 | シーズン 話数 | タイトル                         | 監督                         | 脚本                                                                                      | 放送日         | 製作 番号 |
| --------- | ------------- | -------------------------------- | ---------------------------- | ----------------------------------------------------------------------------------------- | -------------- | --------- |
| 25        | 1             | "Day 2: 8:00 a.m. – 9:00 a.m."   | ジョン・カサー               | ジョエル・サーノウ & マイケル・ロセフ                                                     | 2002年10月29日 | 2AFF01    |
| 26        | 2             | "Day 2: 9:00 a.m. – 10:00 a.m."  | ジョン・カサー               | ジョエル・サーノウ & マイケル・ロセフ                                                     | 2002年11月5日  | 2AFF02    |
| 27        | 3             | "Day 2: 10:00 a.m. – 11:00 a.m." | ジェームズ・ホイットモア・Jr | ハワード・ゴードン                                                                        | 2002年11月12日 | 2AFF03    |
| 28        | 4             | "Day 2: 11:00 a.m. – 12:00 p.m." | ジェームズ・ホイットモア・Jr | レミ・オーブション                                                                        | 2002年11月19日 | 2AFF04    |
| 29        | 5             | "Day 2: 12:00 p.m. – 1:00 p.m."  | ジョン・カサー               | ギル・グラント                                                                            | 2002年11月26日 | 2AFF05    |
| 30        | 6             | "Day 2: 1:00 p.m. – 2:00 p.m."   | ジョン・カサー               | エリザベス・M・コシン                                                                     | 2002年12月3日  | 2AFF06    |
| 31        | 7             | "Day 2: 2:00 p.m. – 3:00 p.m."   | ジェームズ・ホイットモア・Jr | ヴァージル・ウィリアムズ                                                                  | 2002年12月10日 | 2AFF07    |
| 32        | 8             | "Day 2: 3:00 p.m. – 4:00 p.m."   | ジェームズ・ホイットモア・Jr | ジョエル・サーノウ & マイケル・ロセフ                                                     | 2002年12月17日 | 2AFF08    |
| 33        | 9             | "Day 2: 4:00 p.m. – 5:00 p.m."   | ロドニー・チャーターズ       | ハワード・ゴードン                                                                        | 2003年1月7日   | 2AFF09    |
| 34        | 10            | "Day 2: 5:00 p.m. – 6:00 p.m."   | ロドニー・チャーターズ       | デヴィッド・アーマン                                                                      | 2003年1月14日  | 2AFF10    |
| 35        | 11            | "Day 2: 6:00 p.m. – 7:00 p.m."   | フレデリック・キング・ケラー | ギル・グラント                                                                            | 2003年2月4日   | 2AFF11    |
| 36        | 12            | "Day 2: 7:00 p.m. – 8:00 p.m."   | フレデリック・キング・ケラー | エヴァン・カッツ                                                                          | 2003年2月11日  | 2AFF12    |
| 37        | 13            | "Day 2: 8:00 p.m. – 9:00 p.m."   | ジョン・カサー               | モーリス・ハーレイ                                                                        | 2003年2月18日  | 2AFF13    |
| 38        | 14            | "Day 2: 9:00 p.m. – 10:00 p.m."  | ジョン・カサー               | ジョエル・サーノウ & マイケル・ロセフ                                                     | 2003年2月25日  | 2AFF14    |
| 39        | 15            | "Day 2: 10:00 p.m. – 11:00 p.m." | イアン・トイントン           | ロバート・コクラン                                                                        | 2003年3月4日   | 2AFF15    |
| 40        | 16            | "Day 2: 11:00 p.m. – 12:00 a.m." | イアン・トイントン           | ハワード・ゴードン & エヴァン・カッツ                                                     | 2003年3月25日  | 2AFF16    |
| 41        | 17            | "Day 2: 12:00 a.m. – 1:00 a.m."  | ジョン・カサー               | エヴァン・カッツ & ギル・グラント                                                         | 2003年4月1日   | 2AFF17    |
| 42        | 18            | "Day 2: 1:00 a.m. – 2:00 a.m."   | ジョン・カサー               | ジョエル・サーノウ & マイケル・ロセフ                                                     | 2003年4月8日   | 2AFF18    |
| 43        | 19            | "Day 2: 2:00 a.m. – 3:00 a.m."   | ジェームズ・ホイットモア・Jr | ハワード・ゴードン                                                                        | 2003年4月15日  | 2AFF19    |
| 44        | 20            | "Day 2: 3:00 a.m. – 4:00 a.m."   | ジェームズ・ホイットモア・Jr | ニール・コーエン                                                                          | 2003年4月22日  | 2AFF20    |
| 45        | 21            | "Day 2: 4:00 a.m. – 5:00 a.m."   | イアン・トイントン           | ロバート・コクラン & ハワード・ゴードン                                                   | 2003年4月29日  | 2AFF21    |
| 46        | 22            | "Day 2: 5:00 a.m. – 6:00 a.m."   | イアン・トイントン           | ヴァージル・ウィリアムズ & ダピー・デミトリアス                                           | 2003年5月6日   | 2AFF22    |
| 47        | 23            | "Day 2: 6:00 a.m. – 7:00 a.m."   | ジョン・カサー               | ギル・グラント & エヴァン・カッツ                                                         | 2003年5月13日  | 2AFF23    |
| 48        | 24            | "Day 2: 7:00 a.m. – 8:00 a.m."   | ジョン・カサー               | 脚本: ジョエル・サーノウ & マイケル・ロセフ 原案: ロバート・コクラン & ハワード・ゴードン | 2003年5月20日  | 2AFF24    |

### シーズン3（2003–04）
- アメリカ（FOX）：2003年10月28日 - 2004年5月25日（火曜 21:00ET - 22:00）
- 日本（フジテレビ）：2005年9月29日 - 2005年10月8日（深夜連続放送）
- 日本（BSフジ）：2006年10月4日 - 2006年12月20日（水曜 21:00 - 22:40、毎週2話）

| # （通算#） | タイトル      | 放送日 （FOX） | 放送日 （フジテレビ） | 放送日 （BSフジ） |
| ----------- | ------------- | -------------- | --------------------- | ----------------- |
| 1 （49）    | 13:00 - 14:00 | 2003年10月28日 | 2005年9月29日         | 2006年10月4日     |
| 2 （50）    | 14:00 - 15:00 | 2003年11月4日  | 2005年9月30日         | 2006年10月4日     |
| 3 （51）    | 15:00 - 16:00 | 2003年11月11日 | 2005年9月30日         | 2006年10月11日    |
| 4 （52）    | 16:00 - 17:00 | 2003年11月18日 | 2005年9月30日         | 2006年10月11日    |
| 5 （53）    | 17:00 - 18:00 | 2003年11月25日 | 2005年10月1日         | 2006年10月18日    |
| 6 （54）    | 18:00 - 19:00 | 2003年12月2日  | 2005年10月1日         | 2006年10月18日    |
| 7 （55）    | 19:00 - 20:00 | 2003年12月9日  | 2005年10月2日         | 2006年10月25日    |
| 8 （56）    | 20:00 - 21:00 | 2003年12月16日 | 2005年10月2日         | 2006年10月25日    |
| 9 （57）    | 21:00 - 22:00 | 2004年1月6日   | 2005年10月2日         | 2006年11月1日     |
| 10 （58）   | 22:00 - 23:00 | 2004年1月13日  | 2005年10月3日         | 2006年11月1日     |
| 11 （59）   | 23:00 - 0:00  | 2004年1月27日  | 2005年10月4日         | 2006年11月8日     |
| 12 （60）   | 0:00 - 1:00   | 2004年2月3日   | 2005年10月4日         | 2006年11月8日     |
| 13 （61）   | 1:00 - 2:00   | 2004年2月10日  | 2005年10月4日         | 2006年11月15日    |
| 14 （62）   | 2:00 - 3:00   | 2004年2月17日  | 2005年10月5日         | 2006年11月15日    |
| 15 （63）   | 3:00 - 4:00   | 2004年2月24日  | 2005年10月5日         | 2006年11月22日    |
| 16 （64）   | 4:00 - 5:00   | 2004年3月30日  | 2005年10月6日         | 2006年11月22日    |
| 17 （65）   | 5:00 - 6:00   | 2004年4月6日   | 2005年10月6日         | 2006年11月29日    |
| 18 （66）   | 6:00 - 7:00   | 2004年4月18日  | 2005年10月6日         | 2006年11月29日    |
| 19 （67）   | 7:00 - 8:00   | 2004年4月20日  | 2005年10月7日         | 2006年12月6日     |
| 20 （68）   | 8:00 - 9:00   | 2004年4月27日  | 2005年10月7日         | 2006年12月6日     |
| 21 （69）   | 9:00 - 10:00  | 2004年5月4日   | 2005年10月7日         | 2006年12月13日    |
| 22 （70）   | 10:00 - 11:00 | 2004年5月11日  | 2005年10月8日         | 2006年12月13日    |
| 23 （71）   | 11:00 - 12:00 | 2004年5月18日  | 2005年10月9日         | 2006年12月20日    |
| 24 （72）   | 12:00 - 13:00 | 2004年5月25日  | 2005年10月9日         | 2006年12月20日    |

### シーズン4（2005）
- アメリカ（FOX）：2005年1月9日 - 2005年5月22日（月曜 21:00ET - 22:00）
- 日本（フジテレビ）：2006年10月2日 - 2006年10月10日（深夜連続放送）
- 日本（BSフジ）：2007年1月10日 - 2007年3月28日（水曜 21:00 - 22:40、毎週2話）

| # （通算#） | タイトル      | 放送日 （FOX） | 放送日 （フジテレビ） | 放送日 （BSフジ） |
| ----------- | ------------- | -------------- | --------------------- | ----------------- |
| 1 （73）    | 7:00 - 8:00   | 2005年1月9日   | 2006年10月2日         | 2007年1月10日     |
| 2 （74）    | 8:00 - 9:00   | 2005年1月9日   | 2006年10月2日         | 2007年1月10日     |
| 3 （75）    | 9:00 - 10:00  | 2005年1月10日  | 2006年10月2日         | 2007年1月17日     |
| 4 （76）    | 10:00 - 11:00 | 2005年1月10日  | 2006年10月3日         | 2007年1月17日     |
| 5 （77）    | 11:00 - 12:00 | 2005年1月17日  | 2006年10月3日         | 2007年1月24日     |
| 6 （78）    | 12:00 - 13:00 | 2005年1月24日  | 2006年10月3日         | 2007年1月24日     |
| 7 （79）    | 13:00 - 14:00 | 2005年1月31日  | 2006年10月4日         | 2007年1月31日     |
| 8 （80）    | 14:00 - 15:00 | 2005年2月7日   | 2006年10月4日         | 2007年1月31日     |
| 9 （81）    | 15:00 - 16:00 | 2005年2月14日  | 2006年10月4日         | 2007年2月7日      |
| 10 （82）   | 16:00 - 17:00 | 2005年2月21日  | 2006年10月5日         | 2007年2月7日      |
| 11 （83）   | 17:00 - 18:00 | 2005年2月28日  | 2006年10月5日         | 2007年2月14日     |
| 12 （84）   | 18:00 - 19:00 | 2005年3月7日   | 2006年10月5日         | 2007年2月14日     |
| 13 （85）   | 19:00 - 20:00 | 2005年3月14日  | 2006年10月6日         | 2007年2月21日     |
| 14 （86）   | 20:00 - 21:00 | 2005年3月21日  | 2006年10月6日         | 2007年2月21日     |
| 15 （87）   | 21:00 - 22:00 | 2005年3月28日  | 2006年10月6日         | 2007年2月28日     |
| 16 （88）   | 22:00 - 23:00 | 2005年4月4日   | 2006年10月7日         | 2007年2月28日     |
| 17 （89）   | 23:00 - 0:00  | 2005年4月11日  | 2006年10月7日         | 2007年3月7日      |
| 18 （90）   | 0:00 - 1:00   | 2005年4月18日  | 2006年10月8日         | 2007年3月7日      |
| 19 （91）   | 1:00 - 2:00   | 2005年4月25日  | 2006年10月8日         | 2007年3月14日     |
| 20 （92）   | 2:00 - 3:00   | 2005年5月2日   | 2006年10月8日         | 2007年3月14日     |
| 21 （93）   | 3:00 - 4:00   | 2005年5月9日   | 2006年10月9日         | 2007年3月21日     |
| 22 （94）   | 4:00 - 5:00   | 2005年5月16日  | 2006年10月9日         | 2007年3月21日     |
| 23 （95）   | 5:00 - 6:00   | 2005年5月23日  | 2006年10月10日        | 2007年3月28日     |
| 24 （96）   | 6:00 - 7:00   | 2005年5月23日  | 2006年10月10日        | 2007年3月28日     |

### シーズン5（2006）
- アメリカ（FOX）：2006年1月15日 - 2006年5月22日（月曜 21:00ET - 22:00）
- 日本（フジテレビ）：2007年10月1日 - 2007年10月11日（深夜連続放送）
- 日本（BSフジ）：2008年1月9日 - 2008年3月26日（水曜 21:00 - 22:40、毎週2話）
- 日本（テレビ東京）：2011年4月13日 - 2011年9月21日（水曜 21:00 - 21:54）

| # （通算#） | タイトル      | 放送日 （FOX） | 放送日 （フジテレビ） | 放送日 （BSフジ） |
| ----------- | ------------- | -------------- | --------------------- | ----------------- |
| 1 （97）    | 7:00 - 8:00   | 2006年1月15日  | 2007年10月1日         | 2008年1月9日      |
| 2 （98）    | 8:00 - 9:00   | 2006年1月15日  | 2007年10月1日         | 2008年1月9日      |
| 3 （99）    | 9:00 - 10:00  | 2006年1月16日  | 2007年10月1日         | 2008年1月16日     |
| 4 （100）   | 10:00 - 11:00 | 2006年1月16日  | 2007年10月2日         | 2008年1月16日     |
| 5 （101）   | 11:00 - 12:00 | 2006年1月23日  | 2007年10月2日         | 2008年1月23日     |
| 6 （102）   | 12:00 - 13:00 | 2006年1月30日  | 2007年10月2日         | 2008年1月23日     |
| 7 （103）   | 13:00 - 14:00 | 2006年2月6日   | 2007年10月3日         | 2008年1月30日     |
| 8 （104）   | 14:00 - 15:00 | 2006年2月13日  | 2007年10月3日         | 2008年1月30日     |
| 9 （105）   | 15:00 - 16:00 | 2006年2月20日  | 2007年10月3日         | 2008年2月6日      |
| 10 （106）  | 16:00 - 17:00 | 2006年2月27日  | 2007年10月4日         | 2008年2月6日      |
| 11 （107）  | 17:00 - 18:00 | 2006年3月6日   | 2007年10月5日         | 2008年2月13日     |
| 12 （108）  | 18:00 - 19:00 | 2006年3月6日   | 2007年10月5日         | 2008年2月13日     |
| 13 （109）  | 19:00 - 20:00 | 2006年3月13日  | 2007年10月5日         | 2008年2月20日     |
| 14 （110）  | 20:00 - 21:00 | 2006年3月20日  | 2007年10月7日         | 2008年2月20日     |
| 15 （111）  | 21:00 - 22:00 | 2006年3月27日  | 2007年10月7日         | 2008年2月27日     |
| 16 （112）  | 22:00 - 23:00 | 2006年4月3日   | 2007年10月8日         | 2008年2月27日     |
| 17 （113）  | 23:00 - 0:00  | 2006年4月10日  | 2007年10月8日         | 2008年3月5日      |
| 18 （114）  | 0:00 - 1:00   | 2006年4月17日  | 2007年10月9日         | 2008年3月5日      |
| 19 （115）  | 1:00 - 2:00   | 2006年4月24日  | 2007年10月9日         | 2008年3月12日     |
| 20 （116）  | 2:00 - 3:00   | 2006年5月1日   | 2007年10月9日         | 2008年3月12日     |
| 21 （117）  | 3:00 - 4:00   | 2006年5月8日   | 2007年10月10日        | 2008年3月19日     |
| 22 （118）  | 4:00 - 5:00   | 2006年5月15日  | 2007年10月10日        | 2008年3月19日     |
| 23 （119）  | 5:00 - 6:00   | 2006年5月22日  | 2007年10月10日        | 2008年3月26日     |
| 24 （120）  | 6:00 - 7:00   | 2006年5月22日  | 2007年10月11日        | 2008年3月26日     |

### シーズン6（2007）
- アメリカ（FOX）：2007年1月14日 - 2007年5月21日（月曜 21:00ET - 22:00）
- 日本（フジテレビ）：2008年9月29日 - 2008年10月9日（深夜連続放送）
- 日本（BSフジ）：2009年1月7日 - 2009年3月25日（水曜 21:00 - 22:40、毎週2話）

| # （通算#） | タイトル      | 放送日 （FOX） | 放送日 （フジテレビ） | 放送日 （BSフジ） |
| ----------- | ------------- | -------------- | --------------------- | ----------------- |
| 1 （121）   | 6:00 - 7:00   | 2007年1月14日  | 2008年9月29日         | 2009年1月7日      |
| 2 （122）   | 7:00 - 8:00   | 2007年1月14日  | 2008年9月29日         | 2009年1月7日      |
| 3 （123）   | 8:00 - 9:00   | 2007年1月15日  | 2008年9月29日         | 2009年1月14日     |
| 4 （124）   | 9:00 - 10:00  | 2007年1月15日  | 2008年9月30日         | 2009年1月14日     |
| 5 （125）   | 10:00 - 11:00 | 2007年1月22日  | 2008年9月30日         | 2009年1月21日     |
| 6 （126）   | 11:00 - 12:00 | 2007年1月29日  | 2008年9月30日         | 2009年1月21日     |
| 7 （127）   | 12:00 - 13:00 | 2007年2月5日   | 2008年10月2日         | 2009年1月28日     |
| 8 （128）   | 13:00 - 14:00 | 2007年2月12日  | 2008年10月2日         | 2009年1月28日     |
| 9 （129）   | 14:00 - 15:00 | 2007年2月12日  | 2008年10月2日         | 2009年2月4日      |
| 10 （130）  | 15:00 - 16:00 | 2007年2月19日  | 2008年10月3日         | 2009年2月4日      |
| 11 （131）  | 16:00 - 17:00 | 2007年2月26日  | 2008年10月3日         | 2009年2月11日     |
| 12 （132）  | 17:00 - 18:00 | 2007年3月5日   | 2008年10月3日         | 2009年2月11日     |
| 13 （133）  | 18:00 - 19:00 | 2007年3月12日  | 2008年10月4日         | 2009年2月18日     |
| 14 （134）  | 19:00 - 20:00 | 2007年3月19日  | 2008年10月5日         | 2009年2月18日     |
| 15 （135）  | 20:00 - 21:00 | 2007年3月26日  | 2008年10月5日         | 2009年2月25日     |
| 16 （136）  | 21:00 - 22:00 | 2007年4月2日   | 2008年10月6日         | 2009年2月25日     |
| 17 （137）  | 22:00 - 23:00 | 2007年4月9日   | 2008年10月6日         | 2009年3月4日      |
| 18 （138）  | 23:00 - 0:00  | 2007年4月16日  | 2008年10月7日         | 2009年3月4日      |
| 19 （139）  | 0:00 - 1:00   | 2007年4月23日  | 2008年10月7日         | 2009年3月11日     |
| 20 （140）  | 1:00 - 2:00   | 2007年4月30日  | 2008年10月7日         | 2009年3月11日     |
| 21 （141）  | 2:00 - 3:00   | 2007年5月7日   | 2008年10月8日         | 2009年3月18日     |
| 22 （142）  | 3:00 - 4:00   | 2007年5月14日  | 2008年10月8日         | 2009年3月18日     |
| 23 （143）  | 4:00 - 5:00   | 2007年5月21日  | 2008年10月9日         | 2009年3月25日     |
| 24 （144）  | 5:00 - 6:00   | 2007年5月21日  | 2008年10月9日         | 2009年3月25日     |

### リデンプション（2008）
- アメリカ（FOX）：2008年11月23日
- 日本（フジテレビ）：2009年10月24日 - 2009年10月31日
- 日本（BSフジ）：2010年4月13日 - 2010年4月20日

| # | タイトル      | 放送日 （FOX） | 放送日 （フジテレビ） | 放送日 （BSフジ） |
| - | ------------- | -------------- | --------------------- | ----------------- |
| 1 | 15:00 - 16:00 | 2008年11月23日 | 2009年10月24日        | 2010年4月13日     |
| 2 | 16:00 - 17:00 | 2008年11月23日 | 2009年10月31日        | 2010年4月20日     |

### シーズン7（2009）
- アメリカ（FOX）：2009年1月11日 - 2009年5月18日（月曜 21:00ET - 22:00）
- 日本（フジテレビ）：2009年11月7日 - 2010年3月27日（土曜 25:50 - 26:45）
- 日本（BSフジ）：2010年4月27日 - 2010年10月5日（火曜 23:00 - 24:00）

| # （通算#） | タイトル      | 放送日 (FOX)  | 放送日 （フジテレビ） | 放送日 （BSフジ） |
| ----------- | ------------- | ------------- | --------------------- | ----------------- |
| 1 （145）   | 8:00 - 9:00   | 2009年1月11日 | 2009年11月7日         | 2010年4月27日     |
| 2 （146）   | 9:00 - 10:00  | 2009年1月11日 | 2009年11月14日        | 2010年5月4日      |
| 3 （147）   | 10:00 - 11:00 | 2009年1月12日 | 2009年11月21日        | 2010年5月11日     |
| 4 （148）   | 11:00 - 12:00 | 2009年1月12日 | 2009年11月28日        | 2010年5月18日     |
| 5 （149）   | 12:00 - 13:00 | 2009年1月19日 | 2009年12月5日         | 2010年5月25日     |
| 6 （150）   | 13:00 - 14:00 | 2009年1月26日 | 2009年12月12日        | 2010年6月1日      |
| 7 （151）   | 14:00 - 15:00 | 2009年2月2日  | 2009年12月19日        | 2010年6月8日      |
| 8 （152）   | 15:00 - 16:00 | 2009年2月9日  | 2009年12月26日        | 2010年6月15日     |
| 9 （153）   | 16:00 - 17:00 | 2009年2月16日 | 2009年12月26日        | 2010年6月22日     |
| 10 （154）  | 17:00 - 18:00 | 2009年2月23日 | 2010年1月2日          | 2010年6月29日     |
| 11 （155）  | 18:00 - 19:00 | 2009年3月2日  | 2010年1月2日          | 2010年7月6日      |
| 12 （156）  | 19:00 - 20:00 | 2009年3月2日  | 2010年1月2日          | 2010年7月13日     |
| 13 （157）  | 20:00 - 21:00 | 2009年3月9日  | 2010年1月9日          | 2010年7月20日     |
| 14 （158）  | 21:00 - 22:00 | 2009年3月16日 | 2010年1月23日         | 2010年7月27日     |
| 15 （159）  | 22:00 - 23:00 | 2009年3月23日 | 2010年1月30日         | 2010年8月3日      |
| 16 （160）  | 23:00 - 0:00  | 2009年3月30日 | 2010年2月6日          | 2010年8月10日     |
| 17 （161）  | 0:00 - 1:00   | 2009年4月6日  | 2010年2月13日         | 2010年8月17日     |
| 18 （162）  | 1:00 - 2:00   | 2009年4月13日 | 2010年2月20日         | 2010年8月24日     |
| 19 （163）  | 2:00 - 3:00   | 2009年4月20日 | 2010年2月27日         | 2010年8月31日     |
| 20 （164）  | 3:00 - 4:00   | 2009年4月27日 | 2010年3月6日          | 2010年9月7日      |
| 21 （165）  | 4:00 - 5:00   | 2009年5月4日  | 2010年3月13日         | 2010年9月14日     |
| 22 （166）  | 5:00 - 6:00   | 2009年5月11日 | 2010年3月20日         | 2010年9月21日     |
| 23 （167）  | 6:00 - 7:00   | 2009年5月18日 | 2010年3月25日         | 2010年9月28日     |
| 24 （168）  | 7:00 - 8:00   | 2009年5月18日 | 2010年3月27日         | 2010年10月5日     |

### シーズン8（2010）
- アメリカ（FOX）：2010年1月17日 - 2010年5月24日（日曜 21:00ET - 22:00）
- 日本（BSジャパン）：2013年12月31日 - 2014年1月3日（連続放送）

| # （通算#） | タイトル      | 放送日 （FOX） | 放送日 （テレビ東京） | 放送日 （BS）  |
| ----------- | ------------- | -------------- | --------------------- | -------------- |
| 1 （169）   | 16:00 - 17:00 | 2010年1月17日  | 放送延期              | 2013年12月31日 |
| 2 （170）   | 17:00 - 18:00 | 2010年1月17日  |                       | 2013年12月31日 |
| 3 （171）   | 18:00 - 19:00 | 2010年1月18日  |                       | 2013年12月31日 |
| 4 （172）   | 19:00 - 20:00 | 2010年1月18日  |                       | 2013年12月31日 |
| 5 （173）   | 20:00 - 21:00 | 2010年1月25日  |                       | 2013年12月31日 |
| 6 （174）   | 21:00 - 22:00 | 2010年2月1日   |                       | 2013年12月31日 |
| 7 （175）   | 22:00 - 23:00 | 2010年2月8日   |                       | 2014年1月1日   |
| 8 （176）   | 23:00 - 0:00  | 2010年2月15日  |                       | 2014年1月1日   |
| 9 （177）   | 0:00 - 1:00   | 2010年2月22日  |                       | 2014年1月1日   |
| 10 （178）  | 1:00 - 2:00   | 2010年3月1日   |                       | 2014年1月1日   |
| 11 （179）  | 2:00 - 3:00   | 2010年3月8日   |                       | 2014年1月1日   |
| 12 （180）  | 3:00 - 4:00   | 2010年3月15日  |                       | 2014年1月2日   |
| 13 （181）  | 4:00 - 5:00   | 2010年3月22日  |                       | 2014年1月2日   |
| 14 （182）  | 5:00 - 6:00   | 2010年3月29日  |                       | 2014年1月2日   |
| 15 （183）  | 6:00 - 7:00   | 2010年4月5日   |                       | 2014年1月2日   |
| 16 （184）  | 7:00 - 8:00   | 2010年4月5日   |                       | 2014年1月2日   |
| 17 （185）  | 8:00 - 9:00   | 2010年4月12日  |                       | 2014年1月2日   |
| 18 （186）  | 9:00 - 10:00  | 2010年4月19日  |                       | 2014年1月2日   |
| 19 （187）  | 10:00 - 11:00 | 2010年4月26日  |                       | 2014年1月3日   |
| 20 （188）  | 11:00 - 12:00 | 2010年5月3日   |                       | 2014年1月3日   |
| 21 （189）  | 12:00 - 13:00 | 2010年5月10日  |                       | 2014年1月3日   |
| 22 （190）  | 13:00 - 14:00 | 2010年5月17日  |                       | 2014年1月3日   |
| 23 （191）  | 14:00 - 15:00 | 2010年5月24日  |                       | 2014年1月3日   |
| 24 （192）  | 15:00 - 16:00 | 2010年5月24日  |                       | 2014年1月3日   |

### リブ・アナザー・デイ（2014）
- アメリカ（FOX）：2014年5月5日 - 2014年7月14日（月曜 21:00ET - 22:00）

| # （通算#） | タイトル      | 放送日 （FOX） | 放送日 （地上波） | 放送日 （BS） |
| ----------- | ------------- | -------------- | ----------------- | ------------- |
| 1 （193）   | 11:00 - 12:00 | 2014年5月5日   |                   |               |
| 2 （194）   | 12:00 - 13:00 | 2014年5月5日   |                   |               |
| 3 （195）   | 13:00 - 14:00 | 2014年5月12日  |                   |               |
| 4 （196）   | 14:00 - 15:00 | 2014年5月19日  |                   |               |
| 5 （197）   | 15:00 - 16:00 | 2014年5月26日  |                   |               |
| 6 （198）   | 16:00 - 17:00 | 2014年6月2日   |                   |               |
| 7 （199）   | 17:00 - 18:00 | 2014年6月9日   |                   |               |
| 8 （200）   | 18:00 - 19:00 | 2014年6月16日  |                   |               |
| 9 （201）   | 19:00 - 20:00 | 2014年6月23日  |                   |               |
| 10 （202）  | 20:00 - 21:00 | 2014年6月30日  |                   |               |
| 11 （203）  | 21:00 - 22:00 | 2014年7月7日   |                   |               |
| 12 （204）  | 22:00 - 11:00 | 2014年7月14日  |                   |               |